# سنت جان (میزوری)
سنت جان (به انگلیسی: St. John) یک شهر در ایالات متحده آمریکا است که در شهرستان سنت لوئیس، میزوری واقع شده‌است. سنت جان ۳٫۶۸ کیلومتر مربع مساحت و ۶٬۵۱۷ نفر جمعیت دارد.